# Mensignac
Mensignac (okzitanisch: Mencinhac) ist eine französische Gemeinde mit 1.520 Einwohnern (Stand: 1. Januar 2022) im Département Dordogne in der Region Nouvelle-Aquitaine; sie gehört zum Arrondissement Périgueux und zum Kanton Saint-Astier. Die Einwohner werden Mensignacois und Mensignacoises genannt.

## Geografie
Mensignac liegt etwa 13 Kilometer westnordwestlich von Périgueux in der Landschaft Périgord. Die Nachbargemeinden von Mensignac sind Lisle im Norden, Bussac im Nordosten, La Chapelle-Gonaguet im Osten, Annesse-et-Beaulieu im Südosten, Léguillac-de-l’Auche im Süden, Saint-Aquilin im Südwesten sowie Tocane-Saint-Apre im Westen.

## Bevölkerungsentwicklung
| Jahr                       | 1962 | 1968 | 1975 | 1982 | 1990 | 1999 | 2006 | 2017 |
| Einwohner                  | 786  | 762  | 902  | 1034 | 1127 | 1136 | 1298 | 1521 |
| Quellen: Cassini und INSEE |      |      |      |      |      |      |      |      |

## Sehenswürdigkeiten
- Kirche Saint-Pierre-et-Saint-Paul aus dem 12. Jahrhundert, Chor aus dem 15. Jahrhundert
- Kirche von Chantégline (bzw. Chantepoule) aus dem 12. Jahrhundert mit Umbauten aus dem 14. und 19. Jahrhundert
- Schloss Mensignac aus dem 19. Jahrhundert, heutiges Rathaus
- Villa Les Glycines

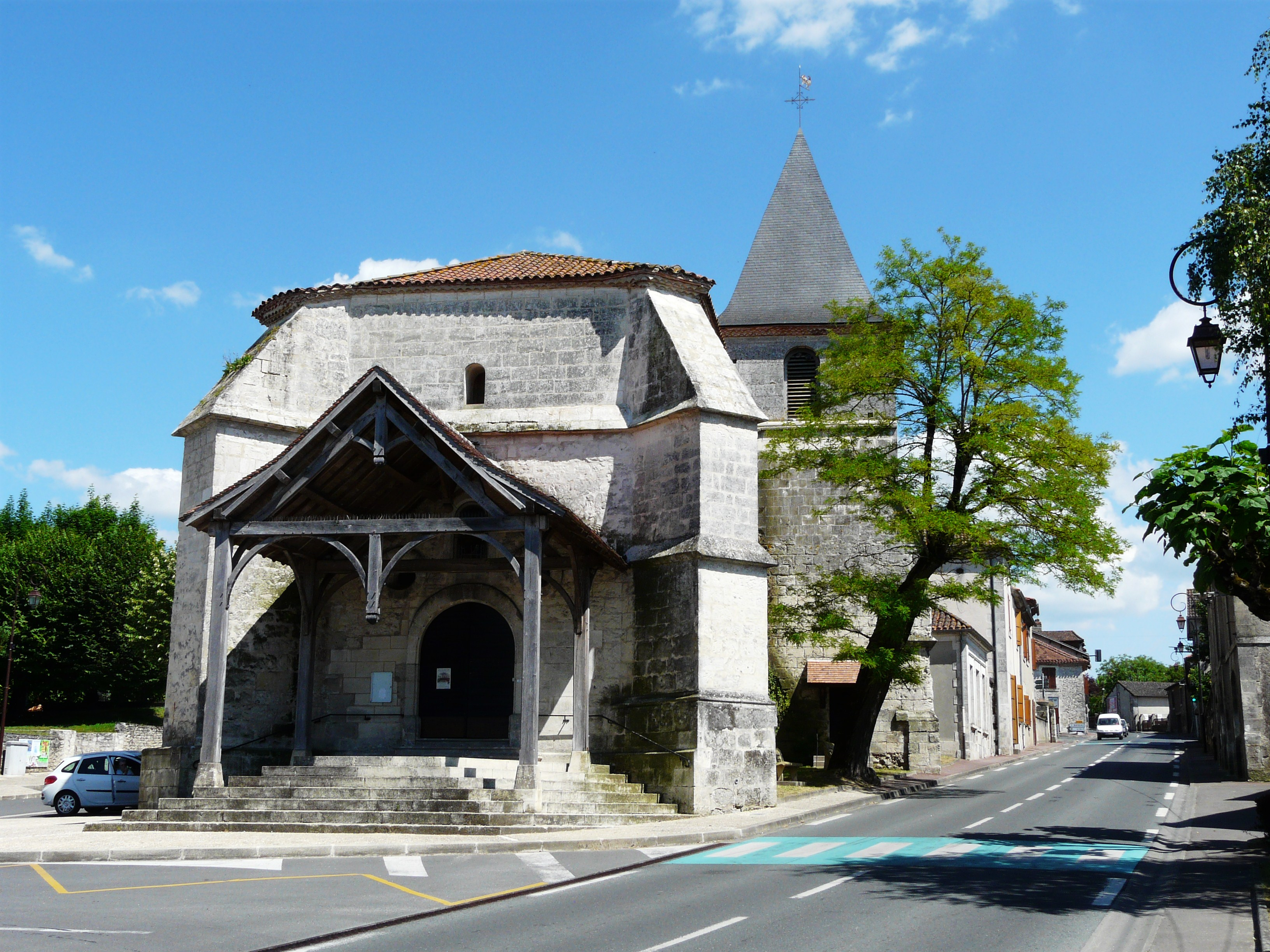
Kirche Saint-Pierre-et-Saint-Paul
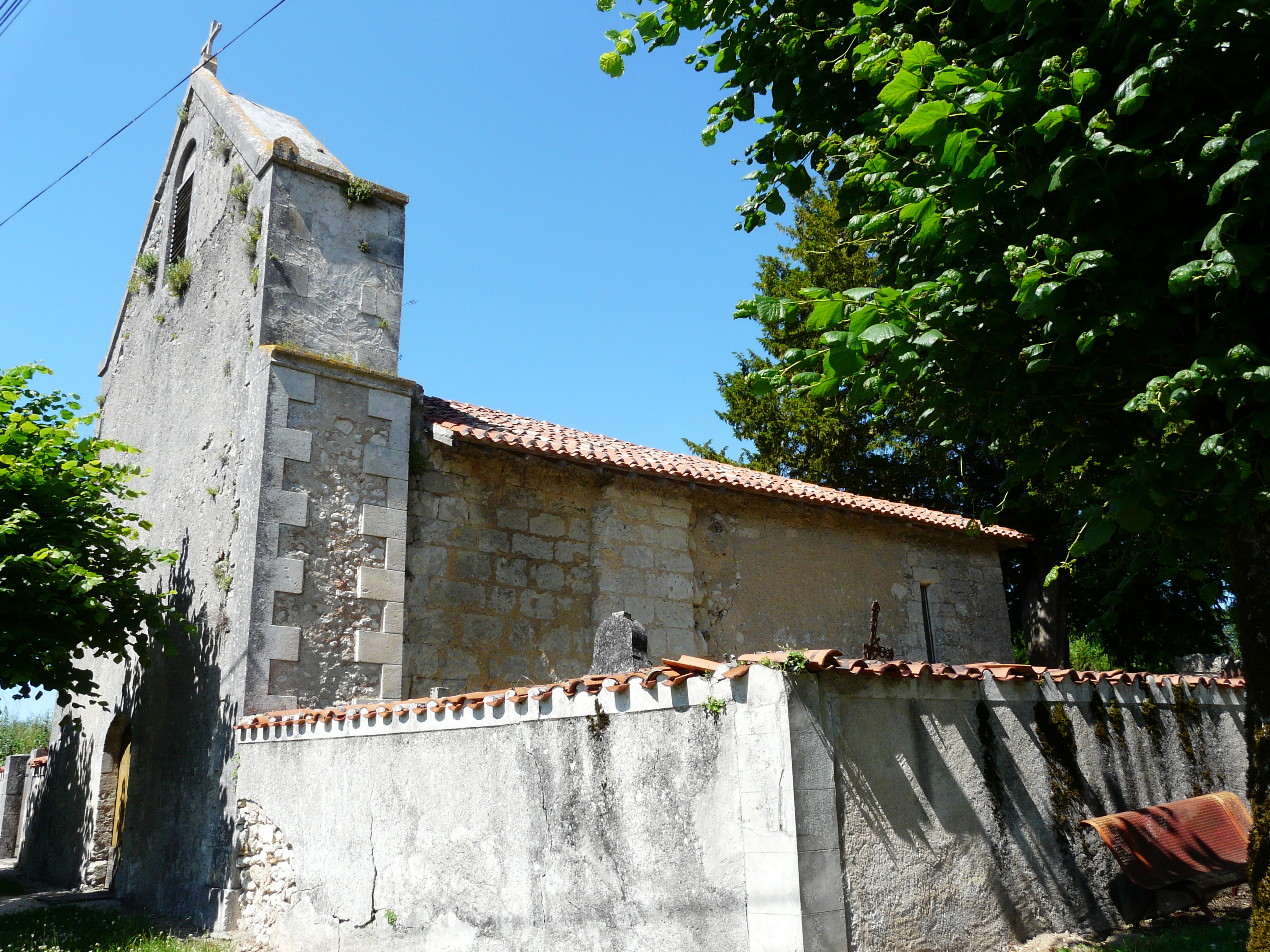
Kirche von Chantégline
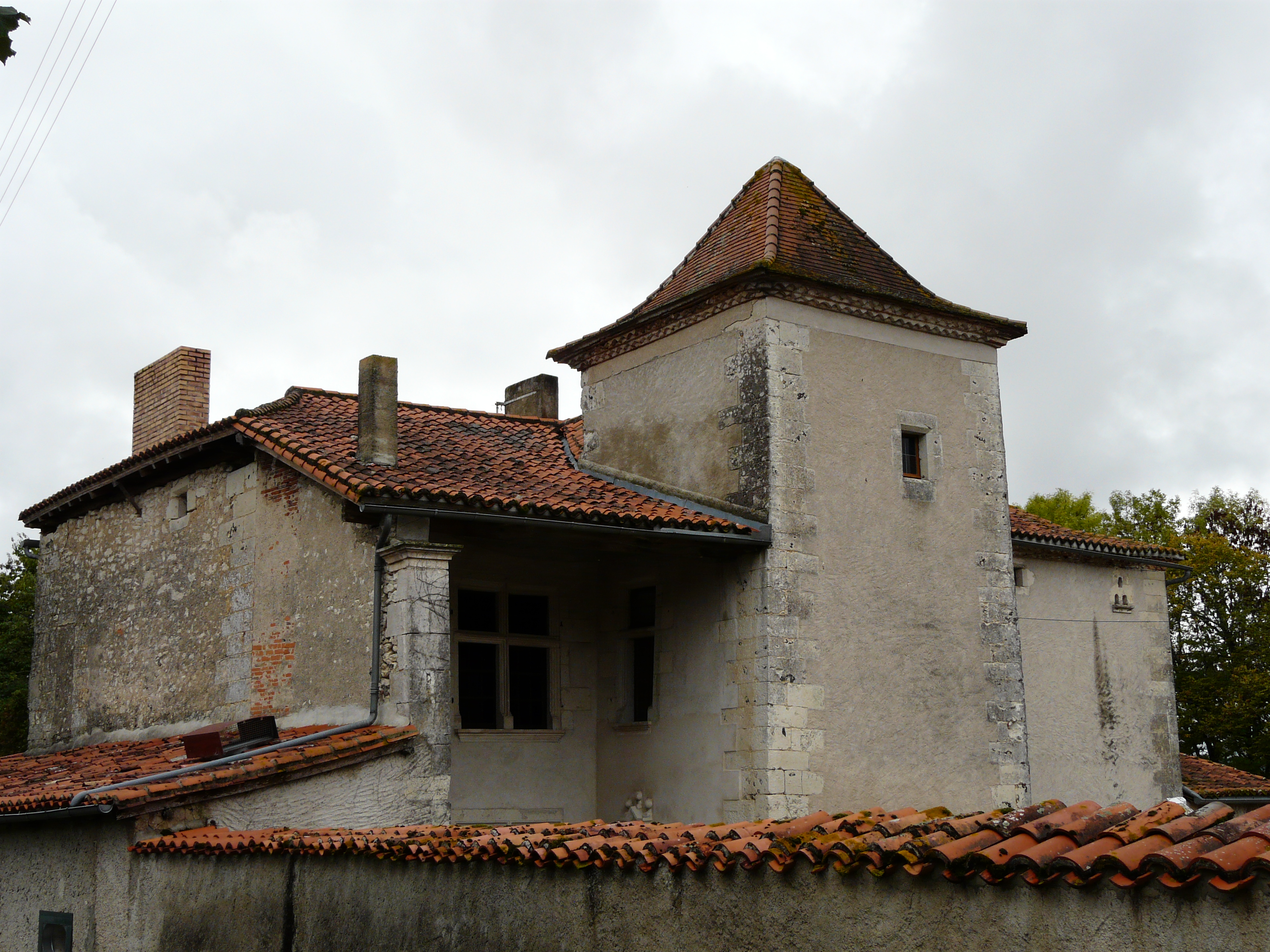
Villa Glycines